# Rogownica drobna
Rogownica drobna (Cerastium pumilum Curtis s. s.) – gatunek rośliny należący do rodziny goździkowatych.

## Rozmieszczenie geograficzne
Występuje w Europie, północnej Afryce, południowo-zachodniej Azji i Ameryce Północnej. W Polsce jest gatunkiem rzadkim.

## Morfologia
ŁodygaDo 15 cm wysokości.
LiścieJajowate lub jajowatolancetowate, tępe, długości 0,4–2 cm.
Kwiaty5-krotne. Dolne podsadki zielone i owłosione; górne - wąsko obłonione. Płatki korony długości kielicha. Działki z błoniastymi i nagimi końcami. Pręciki nagie. Szyjek słupka 5.

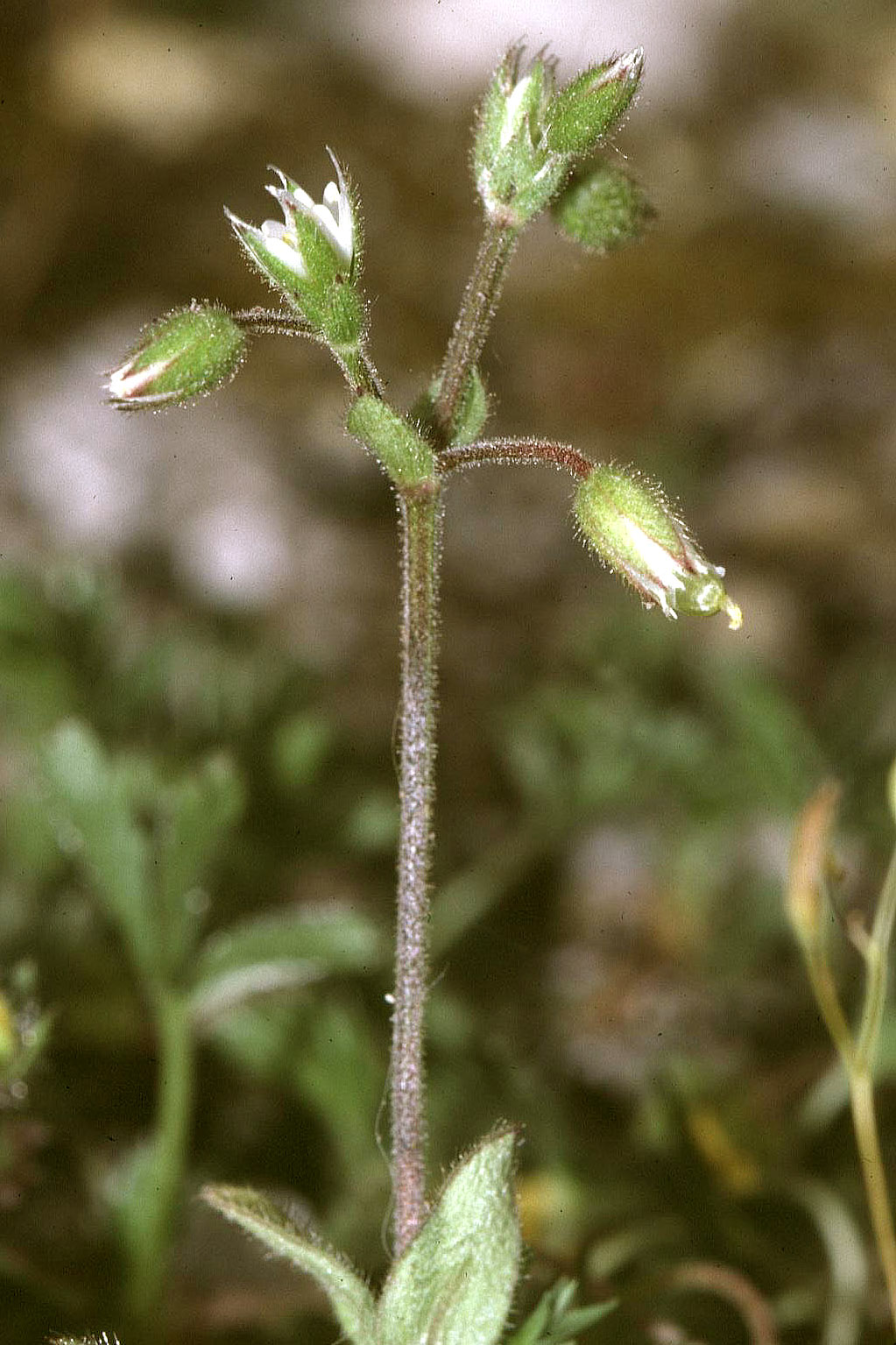
Pęd kwitnący
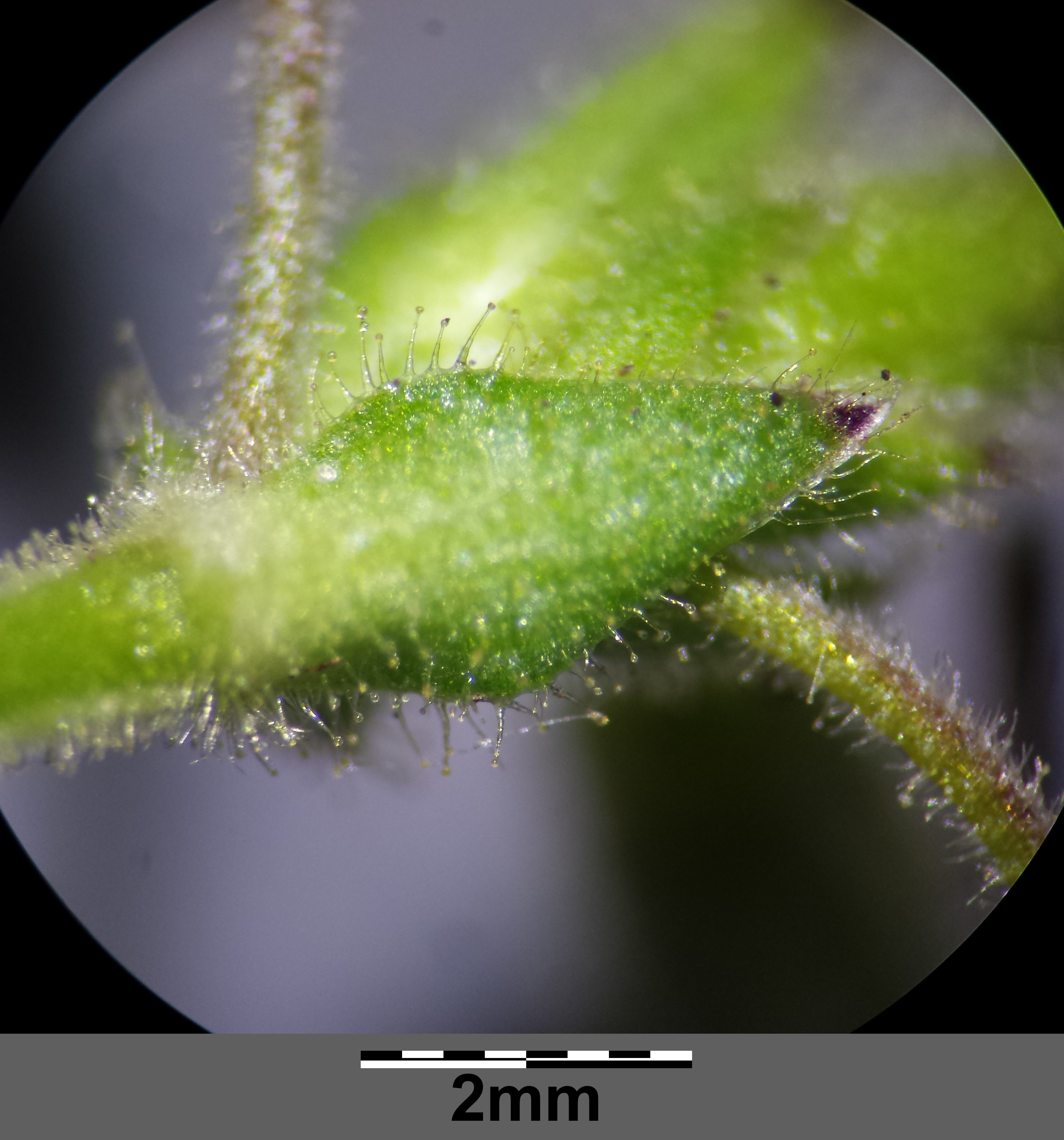
Podsadka
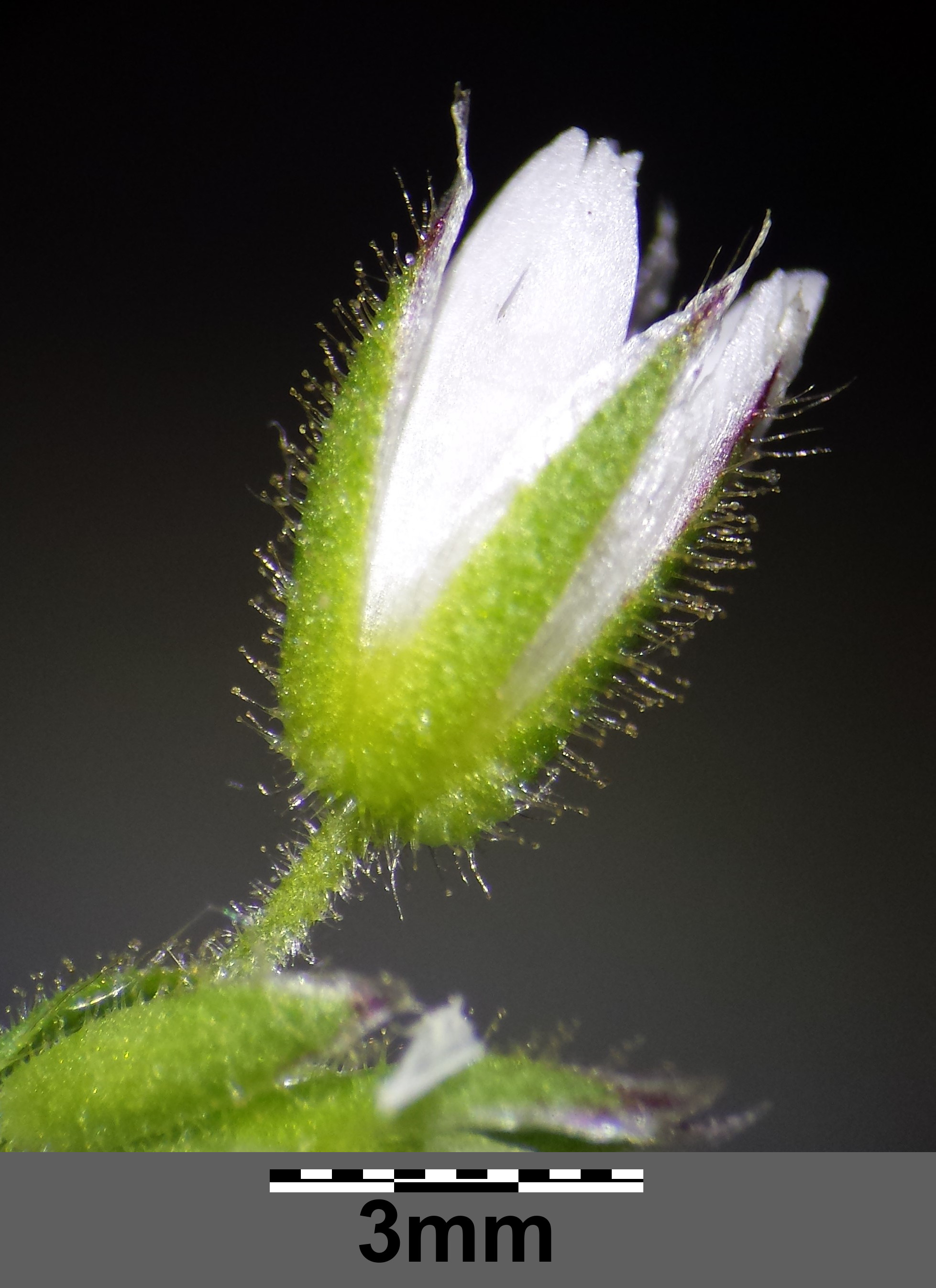
Kwiat
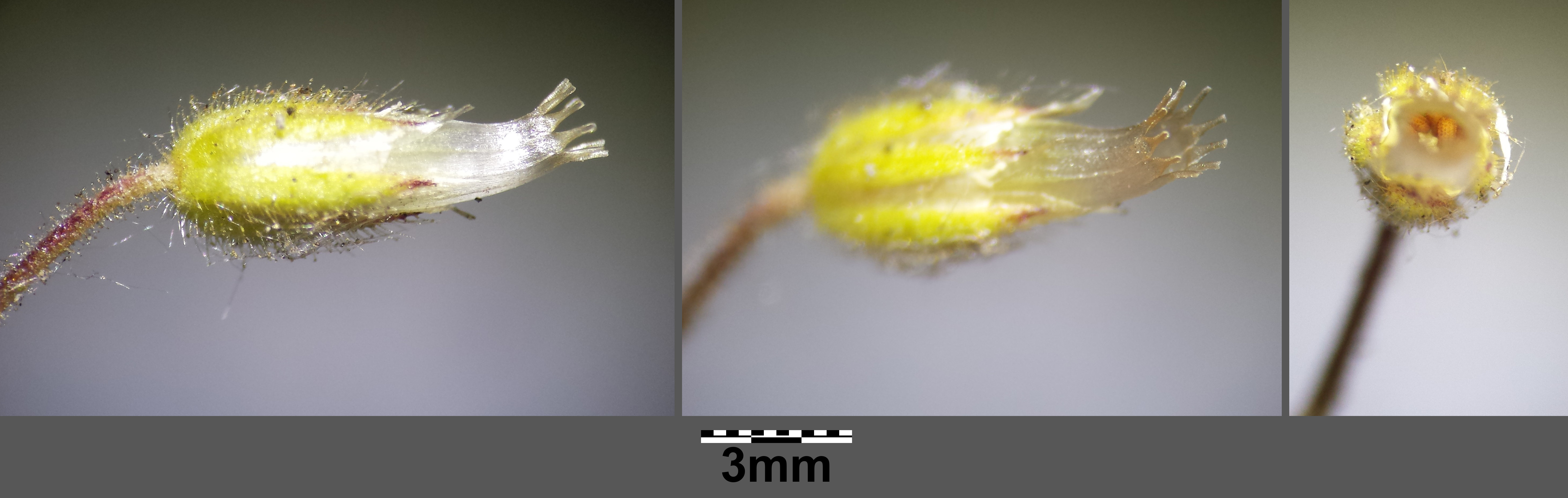
Owoc
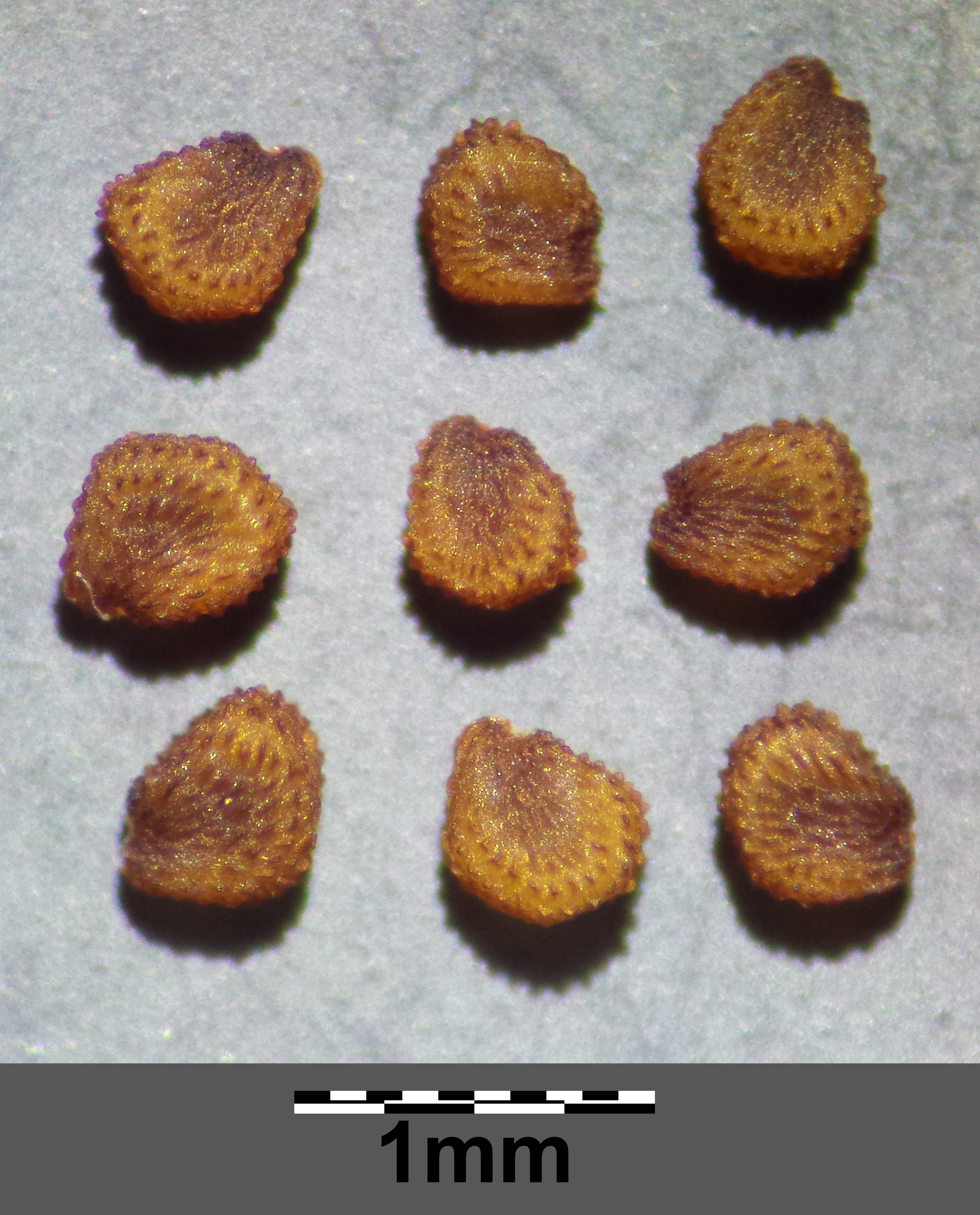
Nasiona

## Biologia i ekologia
Roślina jednoroczna lub dwuletnia. Kwitnie od kwietnia do czerwca. Gatunek charakterystyczny muraw kserotermicznych z klasy Festuco-Brometea. Liczba chromosomów 2n = 72.

## Zagrożenia
Roślina umieszczona na Czerwonej liście roślin i grzybów Polski (2006, 2016) w grupie gatunków narażonych na wyginięcie (kategoria zagrożenia VU).